# Bastian Salier
Bastian Salier (* 10. April 1975 in Hildburghausen) ist ein deutscher Journalist, Verleger, Unternehmer und Freimaurer.

## Leben und Ausbildung
Bastian Salier wurde 1975 in Hildburghausen geboren. Ab 1995 studierte er Journalistik in Leipzig und absolvierte anschließend ein Volontariat beim Mitteldeutschen Rundfunk (MDR).

## Journalistische Tätigkeit
Seit 1999 arbeitet Salier als Autor für die MDR-Talkshow Riverboat und zahlreiche weitere Show- und Unterhaltungsformate. Darüber hinaus war er im Bereich Formatentwicklung in der Unterhaltung tätig und realisierte mehrere Dokumentarfilme, darunter Ich gieße meine Denkmilch auf Papier (über den Leipziger Künstler Wolfgang Henne) und Rückkehr nach Dingsleben.

## Verleger und Unternehmer
2006 gründete Bastian Salier in Leipzig den Salier Verlag. Der Verlag führt die publizistische Arbeit des Verlags Frankenschwelle fort, den sein Vater Hans-Jürgen Salier 1990 in Hildburghausen gegründet hatte. 2023 verlegte Salier den Sitz des Verlags nach Eisfeld in Thüringen und übernahm dort die Salier Group GmbH, ein Unternehmen mit Schwerpunkt auf Digitaldruck und Medienproduktion. Seit 2024 ist der Salier Verlag ein eigenständiger Geschäftsbereich innerhalb der Salier Group GmbH.
Der Salier Verlag publiziert Bücher zur Regionalgeschichte Thüringens, [[Franken (Region)|Frankens und Sachsens, Sachbücher zu Zeitgeschichte, Philosophie und Freimaurerei sowie Belletristik.

## Freimaurerei
Salier ist seit 1999 Mitglied der Leipziger Loge Minerva zu den drei Palmen. Von 2015 bis 2024 war er Redakteur der Zeitschrift HUMANITÄT – Das deutsche Freimaurer-Magazin. Seit mehreren Jahren gehört er dem Vorstand der Forschungsloge Quatuor Coronati an.
Er ist zudem einer der Herausgeber der Zeitschrift für internationale Freimaurerforschung (IF) im StudienVerlag (Innsbruck), deren Gründungsherausgeber der Historiker Helmut Reinalter ist.

## Veröffentlichungen (Auswahl)
- Das Zunftliederbuch, 1996
- Es ist Frühling und wir sind so frei! (mit Hans-Jürgen Salier), Hildburghausen 1999
- Riverboat – Das Buch: Promis und Geschichten unter Volldampf, Leipzig 2003
- Freimaurer in Hildburghausen, 2005, Neuausgabe Leipzig 2015
- Rezepte für den Erfolg, o. J., Leipzig